# Rob Furlong
Rob Furlong (Terranova e Labrador, 11 novembre 1976) è un militare canadese, tiratore scelto e caporale delle Forze armate canadesi.
Fino al novembre 2009 detenne il record mondiale di uccisione alla più lunga distanza, ottenuto con un colpo che centrò il bersaglio a 2430 metri di distanza. Superò così il precedente record di Carlos Hathcock, ottenuto durante un combattimento nella guerra del Vietnam, con il quale colpì un militare nordvietnamita da 2286 metri.

## Carriera

### L'esercito e l'operazione Anaconda

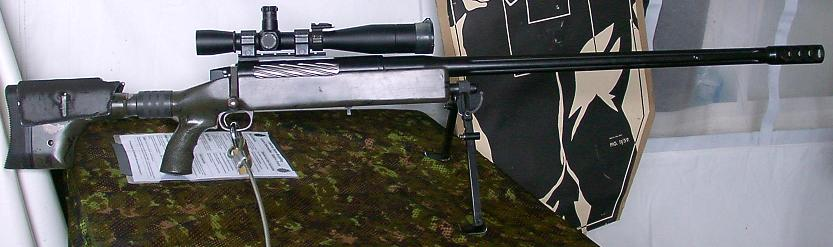
Arma utilizzata da Rob Furlong nella missione in Afghanistan.

Nel 2002 Furlong stava partecipando all'Operazione Anaconda nella valle Shah-i-Kot in qualità di membro del 3º Battaglione Princess Patricia's Canadian Light Infantry (PPCLI). La squadra di cecchini era composta anche dal caporal maggiore Graham Ragsdale (comandante della squadra), dal caporal maggiore Tim McMeekin, dal caporal maggiore Arron Perry e dal caporale Dennis Eason.
Tre combattenti di Al-Qaida furono avvistati mentre si spostavano sul crinale di una montagna. Furlong prese il suo fucile di precisione McMillan Tac-50 e sparò a un talebano armato con una mitragliatrice RPK. Il primo colpo non centrò il bersaglio, il secondo lo colpì allo zaino e il terzo centrò il torace, uccidendolo.
Con calcoli successivi si vide che il proiettile restò in volo per circa 4.5 secondi con una flessione di 70 metri. Il record di Furlong è stato battuto nel novembre 2009 dal britannico Craig Harrison, che centrò il bersaglio a  2475 m e nel 2017 quando un cecchino canadese colpì un nemico a 3540 metri di distanza.

### Dopo l'esercito
Pochi giorni dopo il record di Furlong, un membro della sua squadra fu coinvolto in un'indagine militare del Canadian Forces National Investigation Service (NIS) per condotta irregolare. Durante l'inchiesta, Furlong e alcuni suoi compagni cecchini furono interrogati. A quel punto il caporale decise di congedarsi dall'esercito e di arruolarsi nella Reale polizia canadese a cavallo (le "giubbe rosse", ossia la gendarmeria canadese), dove lavorò dal 2005 fino al 2012, quando fu cacciato dal dipartimento per cattiva condotta, dopo aver urinato su un collega. Ora lavora come istruttore di marksman ad Alberta.